# 太田耐造
太田 耐造（おおた たいぞう、1903年（明治36年）5月16日 - 1956年（昭和31年）3月21日）は、日本の検察官、司法官僚、弁護士。

## 経歴・人物
東京出身。東京帝国大学法学部卒業。
東京地方裁判所検事、司法省刑事局第六課長、司法省会計課長、甲府地方裁判所検事正、満州国司法部刑事司長を歴任し、1944年、大審院検事となった。
この間、司法省刑事局第六課長時代の1941年、治安維持法改正に関わり、長年の懸案事項であった予防拘禁制を立案し盛り込んだ。さらに国防保安法の立案立法化も手がけた。また、ゾルゲ事件捜査に関わった。
塩野季彦を頂点とする思想検事の主流「塩野閥」において、佐藤祥樹、岸本義広、佐野茂樹らとともに「塩野閥四天王」の一人に数えられ、戦後も岸本派はその実、太田派とされた。
戦後は公職追放を受け、弁護士を開業した。
占領期が終わる逆コースで、1951年秋に辻宣夫、小島玄之、松下喜太郎、柏木勇、三田村武夫らが、近代的な反共主義運動を起こすため創設した「日本青少年善導協会」の世話人として、有馬頼寧、丸山鶴吉、吉田茂、後藤隆之助、安倍源基、鹿内信隆とともに迎えられた。
1952年7月、法律雑誌『ジュリスト』に治安維持法に関する論文を発表。日本共産党スパイ査問事件について言及し、「被害者大泉兼蔵、小畑達夫は警視庁のスパイであった。」「起訴された後予審において大泉は、自分が警視庁のスパイであることを自白したが、検察側は、このようなスパイ政策を容認していなかったので、これに対して断乎たる態度で臨んだ。」「小畑は撲殺された」等と述べた。
1972年『太田耐造追想録』が同刊行会により出版された。

## 論文・著作
- 『財産刑に就て』司法省調査課 1934年 (司法研究報告書集 ; 第18輯 11)
- 「昭和十年夏以降に於ける中華民国在留不逞鮮人団体の情況」司法省刑事局『思想研究資料』特輯第25号 1936年
  - 『思想情勢視察報告集 : 中華民国在留不逞鮮人の動静』司法省刑事局　社会問題資料叢書 ; 第1輯　東洋文化社　1976年、復刊収載。
- 「改正治安維持法を繞る若干の問題」『法律時報』、1941年5月
- 「思想犯予防拘禁制度概論(一)」『法曹会雑誌』、1942年9月
- 「検察側から見た治安維持法とその運用」『ジュリスト』1952年7月15日号、有斐閣
- 「英水兵事件の教えるもの」『法律のひろば』ぎょうせい編 5(11) 1952年11月